# قرض دهنده‌های پول زیاد
قرض دهنده‌های پول زیاد، شرکت‌ها یا افرادی هستند که پول قرض می‌دهند که نوع خاصی از وام وثیقه‌ای را پیشنهاد می‌کنند. آن‌ها تمایل دارند تا سرمایه را برای مدت کوتاهی قرض بدهند تا پول نقد یا بودجه‌ای را براساس ارزش وثیقه فراهم می‌کنند. این قرض دهنده‌ها می‌توانند از تمامی انواع وثیقه‌ها مانند ماشین، کشتی، زمین، هواپیما، دارایی‌های منقول، نقاشی و غیره را استفاده کنند تا وام خود را کامل نمایند. هدف این کاغذ وام خانه یا رهن می‌باشد. این قرض دهنده‌ها تمایل دارند تا روی ارزش وثیقه بیشتر از توان پرداخت وام گیرنده میزان FICA و سهم بدهی از درآمد تمرکز می‌کنند درعوض اینکه میزان درآمد افراد یا دارایی آن‌ها را که از شیوه‌های کهن قرض دهنده‌ها است. قرض دهنده‌ها بطورکلی و مرسوم میزان سود کشیده شده اشان بیشتر از بانک‌ها می‌باشند. زیرا که آن‌ها شیوه معامله‌ای را یافته‌اند که با استانداردهای بانک‌ها مانند تأییدیه درآمد قرض گیرنده، میزان دارایی و میزان اعتبار آن‌ها توجهی نمی‌کند.
قرض دهنده‌ها براساس میزان نیاز و مقداری که قرض می‌گیرند، نوع ملکی که آن‌ها روی آن وام می‌گیرند (تجاری، اقامتی، چند خانواری، زمین) و حداکثر و حداقل سایر و مقدام وام، تسهیلات ارائه می‌دهند. آن‌هایی که روی دارایی‌های اقامتی وام می‌دهند باید طبق قوانین آژانس املاک و سیستم ارائه مدرک ملی رهن، تأییدیه بگیرند. قرض گیرنده‌ها باید مدرک قرض دهنده‌ها را توسط NMLS بگیرد تا از مشکلاتی بسته شدن آن‌ها جلوگیری کند این همان کاری است اکثر ایالت‌ها لازم می‌دانند که شماره سند قرض دهنده‌ها در فایل وام‌ها بایگانی شود. نداشتن این شماره یعنی عدم گرفتن وام.

## خطرات قرض دهنده‌ها
وام با وثیقه از وام‌های سنتی گرانتر هستند زیرا آن‌ها براساس دستورالعمل اعتبار بانکی که از سرمایه‌گذارها و بانک‌ها در برابر مقدار بالای تعیین شده محافظت می‌کنند، شکل گرفته‌است. همان‌طور که قرض دهنده‌ها نیازی به تأییدیه درآمد ندارند، آن‌ها ممکن است از میزان بیشتری سهم بهره ببرند. شرکت‌ها و افراد انتخاب می‌کنند که وام را کی بگیرند آنهم زمانی که نمی‌توانند رهن و وثیقه کلی را بدست بیاورند زیرا آن‌ها اعتبار قابل قبول ندارند یا تأییدیه وام که سند مورد نیاز می‌باشد را به همراه نداشته باشند. با این وجود، قانون فدرال نیاز دارد که تمامی قرض دهنده‌ها «توان پرداخت» خود را طبق قانون و ماده دادفرنک سال ۲۰۱۰ روی تمامی وام‌های دارایی و اقامتی خود را مورد تأیید قرار دهند. این اسناد ممکن است به سختی اسناد مورد نیاز برای شیوه‌های قدیمی برای وام نباشد و قرض دهنده‌ها باید به اعداد و شماره را بطور متفاوتی نگاه کنند، اما بیش از همیشه، قرض گیرنده‌ها مجبورند تا حساب بانکی و مالیاتی خود را ارائه بدهند و آماده کنند.
واژه وام: وام‌های وثیقه‌ای بطور معمول از وام‌های قدیمی کوتاه مدت تر هستند، اگرچه می‌توانید زمان ۱۰ ساله را برای خود انتخاب کنید. بخاطر کوتاه مدت بودن قرض گیرنده‌ها باید مطمئن بشوند که آن‌ها منابع لازم برای بازپرداخت وام را در زمان مقرر دارند.

## سود پیش پرداخت
طبق ماده دودفرانک سال ۲۰۱۰، این امر برای وام گیرنده‌هایی که دارایی‌های منقول و اقامتی آن‌ها برای مدت بیش از ۲ ماه در گروی جای دیگر است، امری غیرقانونی محسوب می‌شود. این بدان معناست که قرض دهنده‌ها نمی‌توانند مستلزم باشند که شما برای کل سال پیشاپیش پرداختی داشته باشید که به این امر «سود پیش پرداخت» می‌گویند. با این حال، قرض دهنده‌ها می‌توانند این امر را روی وام تجاری و دارایی تجاری خود انجام دهند.

## وثیقه
وثیقه به هرگونه دارایی با ارزشی ارجاع می‌شود که برای امنیت وام مورد استفاده قرار می‌گیرند. وثیقه می‌توان شامل دارایی‌های منقول و غیرمنقول، تجاری خانوار و اراضی بشوند. با این حال، در بعضی از مواقع شامل دارایی‌های افراد و شرکت‌های قرض گیرنده می‌شود. در اکثر موارد، قرض دهنده‌ها مقدار وام کمی را براساس میزان سهم وام به ارزش اختصاص می‌دهند. این بدین معناست که آن‌ها ممکن است درصد پایینی از ارزش دارایی را قرض بدهند؛ بنابراین برای سرمایه گذاران ملک امری عمومی است تا املاک اضافی را به عنوان وثیقه پیشنهاد بدهند تا مقدار وام بیشتری را بدست بیاورند. به این امر وثیقه‌گذاری چند جانبه و ارتباطی می‌گویند.

## قوانین و اصول
قوانین متعدد رباخواری مانند قوانین نیوجرسی و تنسی جلوی گرفتن سود زیادی را از قرض دهنده‌های می‌گیرند. قانون وام نه تنها در ایالت‌های مختلف فرق می‌کند بلکه در نوع وام گرفته شده هم متفاوت هستند: وام گیرنده‌های تجاری و مصرفی. مصرف‌کننده‌ها عموماً محافظت‌های بیشتری را روی ایالت‌های تکی و همچنین روی ماده قانونی دادفرانک دارند. برخی از وام‌های پرتکاپو توسط قرض دهنده‌های تجاری فقط روی املاک دارایی‌های تجاری وام می‌دهند. بعلاوه این نوع وام می‌تواند فاکتوری برای تعیین و ارزیابی این امر باشد که آیا قانون رباخواری برای قرض دهنده‌های قانونی برقرار شده‌است.

## قرض دهنده‌های تجاری
قرض دهنده‌ها، شرکت‌ها و افرادی هستند که پول قرض می‌دهند و براساس بازپرداخت وام وثیقه می‌گیرند. این امر می‌تواند دربرابر دارایی تجاری یا دارایی سرمایه‌گذاری اقامتی امن بماند. همچنین می‌تواند در برابر اقامتگاه‌های مرتبط با املاک و دارایی‌های تجاری به عنوان وسیله‌ای برای دست آوردن وثیقه اضافی امن بماند. این نوع از تشکیل امنیت را رهن و وثیقه خالی می‌نامند. منابع دارایی‌هایی که براساس وام‌های تجاری هستند بطور کلی عبارتند از: ۱- شخصی ۲-شرکت‌های رهنی، بانک‌های فدرال و قرض دهنده‌های SBA
واژه وام در بین قرض دهنده‌ها معنی مختلفی دارد. قرض گیرنده‌ها باید کاملاً میزان سود، نحوه پرداخت، ارزش وام و میزان دیرکرد، APR، راه حل‌های احتمالی، مبلغ وام را همگی بررسی کنند. برای مثال، وام شخصی سود کمتری را نسبت به شرکت‌های پرداخت می‌کنند اما ممکن است تمایلی به برنامه کاری و خلافکاری در وام نداشته باشند یا شرکت‌های قرض دهنده سود کمی را بدهند اما تقاضای مقدار بازپرداخت بیشتری داشته باشند که قرض گیرنده‌ها پول بیشتری را می‌گیرند اگر بخواهند وام خود را طی یکسال تا ۵ سال بفروشند یا واگذار کنند. بخاطر اینکه این واژه هنوز در بین صنایع استاندارد نشده است، چک کردن قرض دهنده‌ها و نیز زمان بستن وام امری مهم محسوب می‌شود.